# イアン・マクレガン
イアン・マクレガン（Ian McLagan, 1945年5月12日 - 2014年12月3日）は、イングランドのロック・ミュージシャン、キーボード奏者。

## 略歴
イングランド・ミドルセックス州ハウンズローの出身。スモール・フェイセス（1965年 - 1969年）およびフェイセズ（1970年 - 1975年）のメンバーとして名を馳せた。
フェイセズ解散後はBump Bandを率いて活動した。またセッション・ミュージシャンとしても有名になり、ボブ・ディラン、レニー・クラヴィッツ、ブルース・スプリングスティーンなどとのセッションで多くのクレジットがある。
フェイセズの「ステイ・ウィズ・ミー」とローリング・ストーンズの「ミス・ユー」では、ワーリッツァー社の電気ピアノ（Wurlitzer Electronic Piano）を駆使して彼独特の演奏を披露した。
1990年、スモール・フェイセスとフェイセズでの同僚だったロニー・レーンが病を押して日本で行なったライブ・ツアーに同行。既に車椅子から立ち上がれない程に病魔に冒されていた彼を支えた。
2006年8月2日、妻キムが彼等の住むアメリカ合衆国テキサス州オースティンの近郊で自動車運転中、交通事故により57歳で死亡。
2014年12月3日、脳卒中の合併症によりオースティンにて死去。享年69歳。

## ディスコグラフィ
- トラブルメイカー - Trouble Maker (1979)
- バンプ・イン・ザ・ナイト - Bump In The Night (1981)
- Last Chance To Dance - Last Chance To Dance (1985)米国のみ発売のミニLP
- Best Of British - Best Of British (2000)Ian McLagan & The Bump Band名義
- RISE & SHINE (2004)Ian McLagan & The Bump Band名義